# Puyi (socken i Kina)
Puyi (kinesiska: 普益乡, 普益) är en socken i Kina. Den ligger i den autonoma regionen Guangxi, i den södra delen av landet, omkring 310 kilometer nordost om regionhuvudstaden Nanning. Antalet invånare är 8676. Befolkningen består av 4 260 kvinnor och 4 416 män. Barn under 15 år utgör 16,0 %, vuxna 15-64 år 70 %, och äldre över 65 år 12,0 %.
Genomsnittlig årsnederbörd är 2 243 millimeter. Den regnigaste månaden är juni, med i genomsnitt 464 mm nederbörd, och den torraste är oktober, med 47 mm nederbörd.